# 広島高速1号線
広島高速1号線（ひろしまこうそく1ごうせん）は、広島県広島市の、都市高速広島東IC（山陽自動車道 広島東IC）から温品JCTへ至る、広島高速道路の路線（都市高速道路）である。

## 概要
広島市街地と広島市東区北東部（旧安芸町域）を結ぶ。2006年に山陽自動車道 広島東ICと直結し、広島東ICから広島市街地へのアクセスルートとしての役割も果たすこととなった。都市高速道路ではあるが、府中大川（温品川）の左岸側の山肌に沿うルートをとっているため切土区間やトンネルが多い。
1986年の開業当初は広島県道路公社の管理する一般有料道路安芸府中道路（あきふちゅうどうろ）であったが、1997年に広島市の指定都市高速道路整備路線に組み込まれ、広島高速道路公社に運営が移管されると同時に、広島高速1号線となった。現在もその名残から、安芸府中道路または当時の通称である温品バイパス（ぬくしなバイパス）と呼ばれることが多い。
全区間が広島県道472号広島東インター線（ひろしまけんどう472ごう ひろしまひがしインターせん）に指定されている。
- 規格 : 第2種第2級（自動車専用道路）
- 設計速度 : 60km/h
- 道路幅員
  - 一般部 : 18.0m
  - トンネル部 : 17.0m
- 車線幅員 : 3.25m
- 車線数 : 4車線
- 最高速度 : 60km/h

### 県道としての概要
「広島県道472号広島東インター線」としての概要は以下の通り。
- 起点：広島市東区福田3丁目（山陽自動車道 広島東IC）
- 終点：広島市東区温品（ぬくしな）（温品JCT）
- 総延長：約6.5km

## 接続高速道路
- E2 山陽自動車道（広島東ICで接続）
- 広島高速2号線（温品JCTで接続）
- 広島高速5号線（温品JCTで接続予定（事業中））
- 広島北道路[2][3]（温品JCTで接続予定）

## 出入口など
- 全区間広島県広島市東区に所在。
- 施設欄の背景色が■である区間は未開通区間または未供用施設に該当する。
- 路線名の特記がないものは市道。
- バスストップ (BS) のうち、○/●は運用中、◆は休止中の施設。無印はBSなし。

| 施設名                     | 接続路線名                           | 起点 から （km） | BS | 備考                              |
| -------------------------- | ------------------------------------ | ---------------- | -- | --------------------------------- |
| 都市高速広島東IC 広島東JCT | E2 山陽自動車道                      | 0.0              | ○  | IC番号28-1 山陽自動車道とのみ接続 |
| 福田出入口                 |                                      | 0.2              |    | 温品JCT方面出入口                 |
| 福木トンネル               | -                                    | -                | -  |                                   |
| 馬木出入口                 | 広島県道70号広島中島線               | 2.5              | ◆  | 温品JCT方面出入口                 |
| 温品PA                     | -                                    |                  |    | 温品JCT方面                       |
| 温品出入口                 |                                      | 4.7              | ◆  | 温品JCT方面出入口                 |
| 金剛寺山トンネル           | -                                    | -                | -  | 温品JCT方面のみ                   |
| 間所出入口                 | 広島県道70号広島中島線               | 6.1              | ◆  | 広島東IC方面出入口                |
| 温品JCT                    | 広島高速2号線 広島北道路（候補路線） | 6.5              |    |                                   |
| 広島高速5号線（事業中）    |                                      |                  |    |                                   |

## 沿革
- 1986年（昭和61年）3月25日 : 広島県道路公社管理の安芸府中道路として馬木出入口 - 間所出入口の暫定2車線開通。
- 1996年（平成8年）7月 : 馬木出入口 - 間所出入口が4車線化。
- 1997年（平成9年）10月1日 : 広島高速道路公社へ移管、広島高速1号線となる。
- 2006年（平成18年）10月16日 : 広島東IC - 馬木出入口開通、山陽自動車道と直結[1]。
- 2010年（平成22年）4月26日 : 間所出入口 - 仁保JCT開通により全線開通。広島高速2号線と直結。

## 補償要求運動
広島高速1号線の建設にあたって広島市東区馬木にてトンネル工事で掘削開始直後から地下水が流出。１５センチ以上の地盤沈下が起こり住宅被害が続出した。このことで被害を受けた住民が補償要求運動を展開している。また、広島高速5号線の工事においては、公社はより止水性の高いシールド工法を採用。市と県もトンネル上の宅地が2.5センチ沈下した場合、県土地開発公社が買い取る措置を住民に提案するなど対策をとった。

## 交通量
24時間交通量（台）　道路交通センサス
| 区間                            | 平成17（2005）年度 | 平成22（2010）年度 | 平成27（2015）年度 |
| ------------------------------- | ------------------ | ------------------ | ------------------ |
| 福田出入口 - 馬木出入口         | 調査当時未開通     | 17,238             | 21,807             |
| 馬木出入口 - 温品出入口         | 12,092             | 20,282             | 24,888             |
| 温品出入口 - 間所出入口/温品JCT | 12,092             | 20,749             | 25,484             |

（出典：「平成22年度道路交通センサス」・「平成27年度全国道路・街路交通情勢調査」（国土交通省ホームページ）より一部データを抜粋して作成）
- 令和2年度に実施予定だった交通量調査は、新型コロナウイルスの影響で延期された[5]。